# William Bartlett (Leichtathlet)
William Bartlett (William Kenneth Charles Bartlett; * 23. Oktober 1896 in La Grange, Illinois; † 30. Dezember 1946 im Alameda County) war ein US-amerikanischer Diskuswerfer.
Bei den Olympischen Spielen 1920 in Antwerpen wurde er Fünfter mit 40,875 m.
Seine persönliche Bestleistung von 43,66 m stellte er am 26. Juni 1920 in Pasadena auf.